# マーベルツムツム
『マーベルツムツム』（Marvel ThumThum）は、株式会社ミクシィ内のスタジオ「XFLAG」から配信されていたかつて存在していたiOS・Android用ゲームアプリ。略称は『マベツム』。2016年2月24日サービス開始。
『LINE:ディズニー ツムツム』（以下「ツムツム」）と『モンスターストライク』（以下「モンスト」）が組み合わさったようなゲーム。ツムツムに似た基本ルールにモンストのようなバトル要素が加わっている。
2018年2月22日をもってサービスを終了。

## 基本ルール

### 通常ステージ
ツムツム同様、制限時間は1分間で、同じ種類のツムを3つ以上繋いで消していく。
プレイ中に登場するツムは予めセットしたツムのみであるが、サポートとして2体までのツムをセットすることもできる。ツムの基本スコアは各ツムのレベルによって変動する。連続して消していくとコンボが発生し、加算されるスコアが増加する。
プレイが終了すると経験値がもらえる。

### バトルステージ
プレイ画面にヴィラン(敵)が登場する。制限時間はない。
ツムにはそれぞれブラスト・パワー・スピードのいずれかの属性が割り振られており、それぞれ三すくみの関係となっているため、バトル時はヴィランの属性に対応した選択をする必要がある。
通常ステージ同様ツムを繋げたりボムやスキル効果を当てたりすることでダメージを与えることができるが、一部のヴィランはプレイヤーがツムを消すと逆にダメージを与えさせるスキルを持っている。ヴィランを倒すと勝利となり、自分のHP(体力)がゼロになるとダウン、敗北となる。

#### ボム
7チェーン以上（アイテム使用時は6チェーン以上）繋いで消すと、ボムが出現する。ボムをタップして消すと周りのツムが消える。また、ツムの中にはスキルを発動することで意図的にボムを出現することができるほか、一部のツムはスキルを発動して独自のボムを出現させることができる。
通常のステージで出現するボムは以下の通り。
- コインボム：コインのボーナスが付く。
- タイムボム：残り時間が増える。

バトルステージでは、上記に加え、以下のボムも出現する。
- 回復ボム：残り体力が増える。
- 雷ボム：敵の動きを一時的に止める。

#### メガチャージ
ゲージが一杯になると、残り時間が増え、メガチャージに入る。この状態での得点は通常の3倍であり、メガチャージ中はコンボ受付時間が無制限になる。

#### Last Bonus（ラストボーナス）
ボムまたは発動可能な状態のスキルを残してタイムアップとなった場合、「ラストボーナス」が発動する。ボムが残っている場合、通常の要領でボムが自動で爆発する。また、スキルゲージがマックスである場合は、スキルが発動される代わりにステージ内のツムからランダムに選ばれた1種類のツムがすべて消え、そのツムの数や種類に応じて得点に加算される。
また、タイムアップ時はオーブを消費して時間を延長することができる。

## エナジー・オーブ・コイン

### エナジー
1プレイにつき1つ消費する。「エナジー」は10分毎に1つ自動で回復する。最大5つまで自動回復し、6つ以上は回復しない。所持可能制限数はない。エナジーが0の状態で最大まで回復させるには50分かかるが、自動回復以外にもオーブ消費やフレンドへのリクエストなどで獲得することもできる。

### オーブ
このゲーム内での課金アイテム。

### コイン
このゲーム内での通貨。所持可能制限数はない。アイテムの使用やツムの強化、ツムのレベル上限解放の際に必要。

## アイテム
アイテムはコインで買ったり、ミッションやイベントの報酬など様々な方法で手に入る。アイテムの種類は｢基本アイテム｣、｢ボックス｣、｢チケット｣がある。

### 基本アイテム
プレイ開始前にアイテムを使うことで、ゲームを有利に進めることができる。

#### 通常ステージ
+Score
プレイ結果にスコアボーナスが付く。
+Time
プレイ時間をプラスした状態でプレイ開始となる。
+Bomb
6チェーン以上繋ぐことによりマジカルボムが出現する。
ツム5→4
プレイ中に登場するツムの数が通常の5種類から4種類に減る。

### ボックス
1回の購入でオーブ5個消費することでツムを入手できる。特定のツムが出やすくなる期間もある。同じツムが出ると、ラックとレベルが上がり、そのツムの属性の色のマテリアルがもらえる。

## キャラクター

### パワー
ヒーロー
| キャラクター名                         | 備考               |
| -------------------------------------- | ------------------ |
| ウォーマシン                           |                    |
| キャプテン・アメリカ                   |                    |
| ソー                                   |                    |
| ハルク                                 |                    |
| ドラックス                             |                    |
| キャプテン・マーベル                   |                    |
| グルート                               | 2016年04月01日追加 |
| ブラック・パンサー                     | 2016年04月29日追加 |
| キャプテンアメリカ（ストライクスーツ） | 2016年05月16日追加 |
| アントマン                             | 2016年05月31日追加 |
| アイアンフィスト                       | 2016年06月14日追加 |
| アイアン・スパイダー                   | 2016年07月13日追加 |
| ナイトスラッシャー                     | 2016年07月29日追加 |
| デビルダイナソー                       | 2016年07月29日追加 |
| シーハルク                             | 2016年08月03日追加 |
| マン・シング                           | 2016年09月10日追加 |
| ゴーストライダー                       | 2016年09月30日追加 |
| ベンガル                               | 2016年10月04日追加 |
| ジェシカ・ジョーンズ                   | 2016年10月31日追加 |
| ルークケイジ                           | 2016年10月31日追加 |
| ハルク（アマデウス・チョ）             | 2016年07月29日追加 |
| ミズ・マーベル                         | 2016年12月16日追加 |
| アメリカ・チャベス                     | 2016年12月22日追加 |
| キャプテン・アメリカ（サムウィルソン） | 2016年12月29日追加 |
| レッド・シーハルク                     | 2016年07月29日追加 |
| ロックジョー                           | 2017年03月17日追加 |
| ノバ（リチャード・ライダー）           | 2017年04月13日追加 |
| ハルクリング                           | 2017年06月16日追加 |
| アイアンマン（ハルクバスター）         | 2017年06月30日追加 |

ヴィラン
| キャラクター名             | 備考               |
| -------------------------- | ------------------ |
| デストロイヤー             | 2016年04月01日追加 |
| ウルトロン                 | 2016年05月01日追加 |
| アイアンモンガー           | 2016年07月01日追加 |
| ヴェノム                   | 2016年07月15日追加 |
| キングピン                 | 2016年10月10日追加 |
| コーネルコットンマウス     | 2016年11月04日追加 |
| モードック                 | 2017年01月14日追加 |
| ドルマムゥ                 | 2017年02月13日追加 |
| スプリームインテリジェンス | 2017年03月06日追加 |
| メイガス                   | 2017年05月31日追加 |
| アンジェラ                 | 2017年06月16日追加 |
| ブラック・ドワーフ         | 2017年07月03日追加 |
| マン・ウルフ               | 2017年07月31日追加 |
| サノス                     | 2017年09月30日追加 |

### ブラスト
ヒーロー
| キャラクター名                                 | 備考               |
| ---------------------------------------------- | ------------------ |
| アイアンマン                                   |                    |
| フィル・コールソン                             |                    |
| スターロード                                   |                    |
| ヴィジョン                                     |                    |
| ロケットラクーン                               | 2016年04月01日追加 |
| エージェント13                                 | 2016年04月29日追加 |
| ワスプ                                         | 2016年05月31日追加 |
| スパイダーマン（マイルズ・モラレス）           | 2016年07月13日追加 |
| ソングバード                                   | 2016年07月29日追加 |
| コスモ                                         | 2016年07月29日追加 |
| ダークホーク                                   | 2016年07月29日追加 |
| ハワード・ザ・ダック                           | 2016年07月29日追加 |
| ソー（ジェーンフォスター）                     | 2016年08月03日追加 |
| スパイダーウーマン                             | 2016年08月13日追加 |
| パニッシャー                                   | 2016年08月30日追加 |
| ニック・フューリー                             | 2016年11月14日追加 |
| クローク                                       | 2016年11月20日追加 |
| モザイク                                       | 2016年12月01日追加 |
| ヴィブヴィジョン                               | 2016年12月16日追加 |
| アイアンハート                                 | 2016年12月29日追加 |
| ドクター・ストレンジ                           | 2017年01月27日追加 |
| エンシェントワン                               | 2017年01月27日追加 |
| クェイク                                       | 2017年02月17日追加 |
| ブラックボルト                                 | 2017年02月28日追加 |
| クリスタル                                     | 2017年03月17日追加 |
| ガモーラ（オールニュー・オールディファレント） | 2017年03月31日追加 |
| グルート（サップリング）                       | 2017年04月29日追加 |
| ノバ（サム・アレキサンダー）                   | 2017年05月03日追加 |
| ウィッカン                                     | 2017年06月01日追加 |
| レッドハルク                                   | 2017年07月15日追加 |
| エージェント・ヴェノム                         | 2017年08月11日追加 |
| オーディン                                     | 2017年09月01日追加 |
| ソー（アンワーシー）                           | 2017年10月30日追加 |

ヴィラン
| キャラクター名           | 備考               |
| ------------------------ | ------------------ |
| グリーンゴブリン         | 2016年02月24日追加 |
| ロキ                     | 2016年03月23日追加 |
| ロナン                   | 2016年04月01日追加 |
| イエロージャケット       | 2016年06月14日追加 |
| ドクターオクトパス       | 2016年07月10日追加 |
| マダム・マスク           | 2016年08月01日追加 |
| エンチャントレス         | 2016年08月13日追加 |
| メフィスト               | 2016年10月01日追加 |
| ナイトメア               | 2016年10月21日追加 |
| ケミストロ               | 2016年10月31日追加 |
| パープルマン             | 2016年11月21日追加 |
| プロキシマ・ミッドナイト | 2016年12月21日追加 |
| レッド・スカル           | 2017年01月01日追加 |
| バロン・モルド           | 2017年02月06日追加 |
| スーパージャイアント     | 2017年07月05日追加 |
| エレクトロ               | 2017年08月02日追加 |

### スピード
ヒーロー
| キャラクター名                     | 備考               |
| ---------------------------------- | ------------------ |
| ファルコン                         |                    |
| ホークアイ                         |                    |
| ペギー・カーター                   |                    |
| ガモーラ                           |                    |
| スパイダーマン                     |                    |
| ブラックウィドウ                   |                    |
| アイアンマン（マーク7）            | 2016年04月29日追加 |
| スパイダーグウェン                 | 2016年06月30日追加 |
| シルク                             | 2016年06月30日追加 |
| ホワイト・タイガー                 | 2016年07月29日追加 |
| ホワイト・フォックス               | 2016年07月29日追加 |
| スクィレ・ルガール                 | 2016年07月29日追加 |
| ケイト・ビショップ                 | 2016年08月13日追加 |
| ブレイド                           | 2016年08月30日追加 |
| デアデビル                         | 2016年10月14日追加 |
| エレクトラ                         | 2016年10月14日追加 |
| スパイダーハム                     | 2016年11月11日追加 |
| ダガー                             | 2016年11月20日追加 |
| プラウラー                         | 2016年12月10日追加 |
| グウェンプール                     | 2017年01月14日追加 |
| ヘルキャット                       | 2017年01月23日追加 |
| モッキンバード                     | 2017年02月17日追加 |
| ムーン・ガール                     | 2017年02月17日追加 |
| メデューサ                         | 2017年02月28日追加 |
| スターロード（アナイアレーション） | 2017年03月31日追加 |
| マンティス                         | 2017年06月04日追加 |
| ヨンドゥ                           | 2017年06月06日追加 |
| アダム・ウォーロック               | 2017年05月19日追加 |
| スカーレット・スパイダー           | 2017年07月29日追加 |
| スパイダーマン2099                 | 2017年08月25日追加 |
| スロッグ                           | 2017年09月14日追加 |
| コレクター                         | 2017年10月14日追加 |
| ハルク(ワールド・ウォー・ハルク)   | 2017年11月06日追加 |

ヴィラン
| キャラクター名       | 備考               |
| -------------------- | ------------------ |
| ウィンターソルジャー | 2016年02月24日追加 |
| クロスボーンズ       | 2016年07月01日追加 |
| ブラックキャット     | 2016年08月08日追加 |
| モービウス           | 2016年09月01日追加 |
| カーネイジ           | 2016年11月14日追加 |
| コーヴァス・グレイヴ | 2016年12月15日追加 |
| マダム・ヒドラ       | 2017年01月09日追加 |
| モーガン・ル・フェイ | 2017年02月20日追加 |
| スクリーム           | 2017年02月20日追加 |
| マクシマス           | 2017年03月01日追加 |
| ネビュラ             | 2017年05月29日追加 |

### その他
ヴィラン
| キャラクター名 | 備考               |
| -------------- | ------------------ |
| ヤマトタケル   | 2016年09月16日追加 |
| イザナミ       | 2016年09月16日追加 |
| クシナダ       | 2016年09月16日追加 |